# Meteorologie aeronautică
Meteorologia aeronautică este acea parte a meteorologiei, care, pentru punerea în aplicare a operațiunilor aviatice, se ocupă  cu asigurarea de informații meteorologice și previziuni meteorologice relevante.
Modelele de previziune din meteorologia obișnuită sunt utilizate pe scară largă și aici, dar informațiile obținute sunt prelucrate în mod special pentru utilizatorii de aviație.

## Variabile importante
Următoarele mărimi climatice sunt de o importanță deosebită pentru meteorologia aeronautică:
- Vizibilitatea, este în aviație, distanța la care poate fi văzut conturul obiectelor mai mari, cum ar fi copaci sau case. Ea este importantă în special în timpul sosirii (aterizării) și plecării (decolării). Se face distincție aici înte:
  - Vizibilitatea la sol, care este vizibilitatea orizontală la nivelul solului.
  - Vizibilitatea suprafeței (pământului), distanța de vedere verticală a solului în zbor.
  - Vizibilitatea de zbor, distanța de vedere orizontală pe direcția de zbor.
- QNH este presiunea la nivelul mării, calculată din presiunea de la aerodrom, cu asumarea condițiilor standard.
- Vântul este deosebit de important pentru industria aviatică pentru calcularea timpului de zbor și a cantității de combustibil, precum și pentru controlul aeronavei. Direcția și tăria vântului sunt comunicate de controlorii de trafic aerian piloților, scurt  timp înainte de start și de aterizarea finală.
- Norii și înălțimea limitei inferioare a lor (tavanul noros) sunt importanți pe aeroport pentru traficul aerian. Sunt  de asemenea de importanță, pentru definirea condițiilor vizuale meteorologice generale.
- Temperatura  are influență la startul aeronavelor asupra duratei distanța de rulare, deoarece densitatea aerului variază cu temperatura și, prin urmare de asemenea, și puterea a motoarelor.